# Edward Ruscha

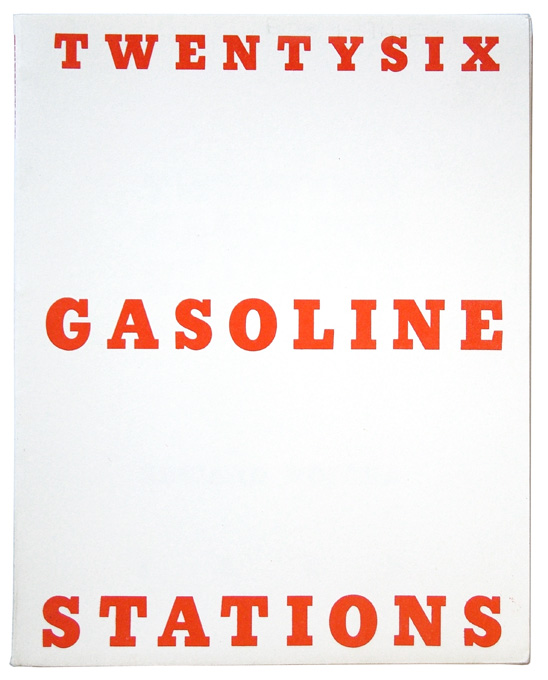
Edward Ruscha: Twentysix Gasoline Stations, 1963

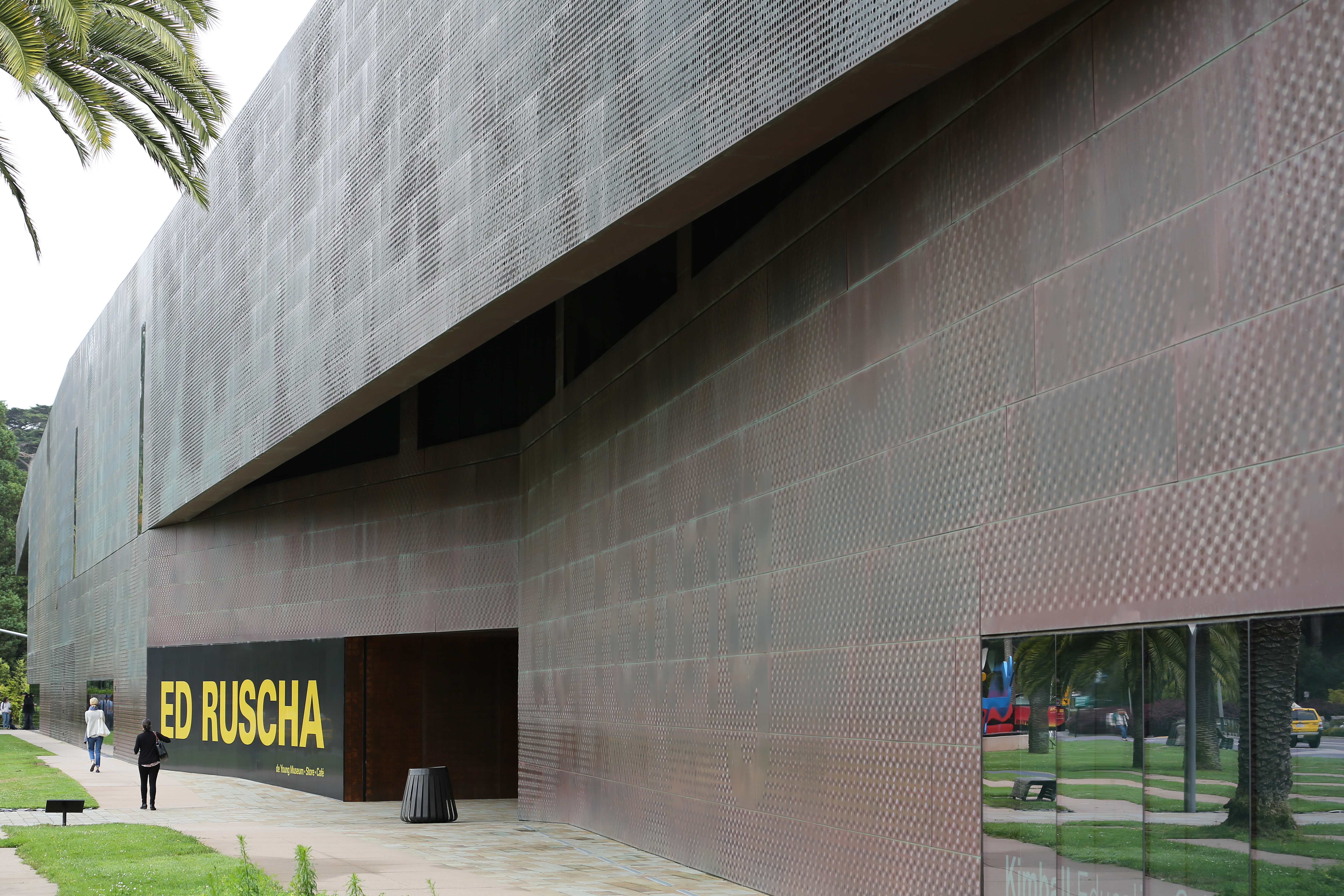
Výstava autora v De Young Museu, 2016

Edward Ruscha (* 16. prosince 1937 Omaha) je americký pop-artový malíř a fotograf. Narodil se v Omaze v Nebrasce, ale dlouhodobě žil v Oklahoma City a v roce 1956 se přestěhoval do Los Angeles, kde studoval na Chouinardově uměleckém institutu (1956–1960). Roku 1962 se účastnil významné pop-artové výstavy New Painting of Common Objects. Později pracoval pro magazín Artforum (1965–1969) a byl hostujícím profesorem na Kalifornské univerzitě v Los Angeles (1969). Mezi jeho významná díla patří například kniha Twentysix Gasoline Stations (1963), která obsahuje fotografie 26 čerpacích stanic. Později vydal několik dalších uměleckých knih. Je držitelem Ceny za kulturu Německé fotografické společnosti za rok 2006, stejně jako řady dalších ocenění.

## Fotografie
Klíčovou roli v kariéře Edwarda Rusche hrála fotografie, počínaje obrazy, které udělal během cesty do Evropy se svou matkou a bratrem v roce 1961. Za zmínku stojí více než tucet knih, které představují přesně to, co jejich tituly popisují. Jeho fotografie jsou přímočaré, dokonce mrtvé, v zobrazení předmětů, o nichž se obecně neví, že mají estetické vlastnosti. Na příklad jeho série fotografií Products obsahuje například krabici s rozinkami Sunmaid, saponát Oxydol, nebo plechovku s terpentýnem Sherwin Williams v relativně formálních zátiších. Tyto fotografie, které většinou neobsahují lidskou přítomnost, zdůrazňují základní formu struktury a její umístění v zastavěném prostředí. Ruschova fotografická díla jsou nejčastěji založena na jeho konceptech nebo knihách se stejným nebo podobným názvem. Ruscha přepracoval negativy šesti fotografií ze své knihy Every Building on Sunset Strip. Umělec pak řezaů a maloval přímo na negativy, což vedlo k fotografiím, které vypadají jako vybledlý černobílý film. Řada Tropical Fish (1974-1975) představuje případ, kdy fotografický obraz byl přímo použit v jeho grafické práci, kde Ruscha měl k dispozici fotografa Malcolma Lublinera při dokumentování běžných domácích předmětů.